# Mission to Moscow
Mission to Moscow è un film del 1943 diretto da Michael Curtiz.
È un film drammatico a sfondo storico statunitense con Walter Huston, Ann Harding, Oskar Homolka, George Tobias, Gene Lockhart ed Eleanor Parker. È basato sul romanzo autobiografico del 1941 Mission to Moscow di Joseph E. Davies, ambasciatore degli Stati Uniti in Unione Sovietica prima della seconda guerra mondiale. È un film atto a mostrare al pubblico americano gli alleati russi nel pieno del conflitto bellico mondiale, sulla linea di analoghe pellicole prodotte in quegli stessi anni negli Stati Uniti: The Boy from Stalingrad (1943), Fuoco a oriente (The North Star, 1943) e Song of Russia (1944).

## Produzione
Il film, diretto da Michael Curtiz su una sceneggiatura di Howard Koch, fu prodotto da Robert Buckner per la Warner Bros. e girato nei Warner Brothers Burbank Studios a Burbank, California, dal 10 novembre 1942 all'inizio di febbraio 1943.

## Distribuzione
Il film fu distribuito negli Stati Uniti nel maggio 1943 al cinema dalla Warner Bros.
Altre distribuzioni:
- in Unione Sovietica il 26 luglio 1943
- in Svezia il 4 dicembre 1944 (På uppdrag i Moskva)
- in Finlandia il 16 settembre 1945 (Tehtäväni Moskovassa)
- in Spagna il 12 febbraio 1988 (in TV)
- in Grecia il 12 ottobre 2004 (Panorama of European Cinema) (Apostoli sti Mosha)
- in Brasile (Missão em Moscou)
- in Germania (Botschafter in Moskau)
- in Spagna (Misión en Moscú)
- in Francia (Mission à Moscou)

### Promozione
La tagline è: One American's Journey into the Truth.